# 旭町一丁目停留場
旭町一丁目停留場（あさひまちいっちょうめていりゅうじょう）は、高知県高知市旭町一丁目にあるとさでん交通伊野線の路面電車停留場。

## 歴史
当停留場は1906年（明治39年）、伊野線の乗出 - 鏡川橋間の開通に際して開業した。当時の停留場名は中須賀停留場（なかすかていりゅうじょう）で、旭町一丁目に改称されたのは1938年（昭和13年）のことである。

### 年表
- 1906年（明治39年）10月9日：土佐電気鉄道の中須賀停留場として開業[1]。
- 1938年（昭和13年）2月1日：旭町一丁目停留場に改称[1]。
- 1975年（昭和50年）5月：折り返し用の渡り線を上町五丁目に移設。
- 2011年（平成23年）2月22日：国道の拡張に伴い、乗り場を交差点先に移転。併せてバリアフリー化、上屋・簡易ベンチ・電車接近表示機を設置。
- 2014年（平成26年）10月1日：土佐電気鉄道が高知県交通・土佐電ドリームサービスと経営統合し、とさでん交通が発足[3]。とさでん交通の停留場となる。

## 停留場構造
旭町一丁目停留場は伊野線の併用軌道区間にあり、ホームは道路上に置かれている。ホームは2面あり、東西方向に伸びる2本の線路を挟み込むように配置されている。ただし互いのホーム位置は交差点を挟んで東西方向にずれており、東にはりまや橋方面行き、西に伊野方面行きのホームがある。
1975年（昭和50年）までは渡り線があり、当停留場行きの系統も存在した。

## 停留場周辺
当停留場より西側の国道33号が太平洋戦争の空襲の被害を受けなかったため道幅が狭く乗用車に限り軌道敷内の自動車通行が許可されている。2010年（平成22年）に上町五丁目交差点から当停留場付近まで拡張工事がひとまず完成し道幅が拡張された。
- 江ノ口川
- 鏡川
- 金星製紙高知工場
- 植木枝盛誕生地
- マルナカ旭店
- サニーマート本店・山手店
- 町田病院
- 国道33号
- 「旭町一丁目」バス停留所

## 隣の停留場
とさでん交通
伊野線
上町五丁目停留場 - 旭町一丁目停留場 - 旭駅前通停留場
- 1967年（昭和42年）までは隣の旭駅前通停留場との間に旭町二丁目停留場があった。